# Лайон Спрег де Кемп
Лайон (або Ліон) Спрег де Кемп (англ. Lyon Sprague de Camp, 27 листопада 1907 — 6 листопада 2000) — американський письменник-фантаст, один з родоначальників жанру фентезі. За заслуги перед жанром де Кемпа названо 4-м Гросмейстером фантастики (1978) та був нагороджений Всесвітньою премією фентезі (1984).

## Біографія
Народився у Нью-Йорку в 1907 році. Один з трьох синів Лайона де Кампа та Емми Беатріс Спрег. Його прадід по материнській лінії Чарльз Езра Спрег був бухгалтером, банкіром, ветераном Громадянської війни та одним з перших волапюкістів.
У 1930 році здобув ступінь бакалавра з аеронавтики у Каліфорнійському технологічному інституті та у 1933 році ступінь магістра з інженерії у Технологічному інституті Стівенса. Він також був землеміром та патентним експертом.
У 1939 році він одружився з Кетрін Крук, у співавторстві з якою, починаючи з 1960-х, він написав кілька фантастичних та нефантастичних творів.
Під час Другої світової війни проходив службу на Філадельфійській корабельні, де познайомився з Айзеком Азімовим і Робертом Хайнлайном, іншими відомими письменниками-фантастами. Війну завершив у званні лейтенант-командора.
Він був членом чоловічого літературно-бенкетного клубу «Trap Door Spiders», який став прототипом клубу таємних детективів «Чорні вдовці» з творів Айзека Азімова. З де Кампа списаний характер одного з персонажів клубу — Джефрі Авалона.
Він також був членом Американської Гільдії Мечників та Чародіїв (англ. Swordsmen and Sorcerers' Guild of America — SAGA), групи авторів героїчного фентезі, яка була створена у 1960-х. Деякі з творів групи були надруковані в антологіях Ліна Картера «Сяючі мечі!».
Родина де Кампів переїхала до Плейно, Техас у 1989 році. Де Камп помер 6 листопада 2000 року через сім місяців після смерті дружини, з якою прожив 60 років. Похований на Арлінгтонському національному цвинтарі.
Серед найвідоміших творів де Кампа — цикл гумористичного фентезі про чарівника Гарольда Ши, написаний у співавторстві з Флетчером Преттом. Де Камп разом із Ліном Картером один з ініціаторів багатоавторського продовження саги про Конана, автор кількох книг про цього персонажа, який, у тому числі дописав кілька творів за чернетками Роберта Говарда.
Один із засновників сучасної альтернативно-історичної літератури (Хай не впаде темрява).

### ЖанрМеч і Планета
Серія Viagens Interplanetarias:
- 1949 — Королева Замби / The Queen of Zamba
- 1950 — Рука Зеї / The Hand of Zei
- 1951 — Королева ізгоїв / Rogue Queen
- 1953 — The Continent Makers and Other Tales of the Viagens
- 1953 — The Virgin of Zesh
- 1958 — Вежа Заніда / The Tower of Zanid

### Наукова фантастика
- 1939 — Хай не впаде темрява / Lest Darkness Fall
- 1948 — The Wheels of If and Other Science Fiction
- 1950 — Людина геніальна / Genus Homo (з Пітером Шуйлером Міллером[en])
- 1960 — The Glory That Was
- 1963 — A Gun for Dinosaur and Other Imaginative Tales
- 1978 — The Best of L. Sprague de Camp

### Фентезі
- 1953 — Історії з Бара Гевагана / Tales from Gavagan's Bar

Серія Гарольд Ши:
- 1941 — Дипломований чарівник / The Incomplete Enchanter (з Флетчером Преттом)

Серія Конан:
- 1955 — Історії про Конана / Tales of Conan (collection) (з Робертом Говардом)
- 1966 — Конан — шукач пригод / Conan the Adventurer (collection)
- 1967 — Тварюка в склепі / The Thing in the Crypt (разом з Ліном Картером)

Серія Пусад:
- 1951 — Кільце тритона / The Tritonian Ring
- 1951 — Око Танділи / The Eye of Tandyla

Серія Новарія:
- 1968 — Вежа гоблінів / The Goblin Tower
- 1971 — Годинники Іразу / The Clocks of Iraz
- 1983 — Корона Ксілара / The Unbeheaded King
- 1989 — Шановний варвар / The Honorable Barbarian

Без серії:
- 1942 — Land of Unreason
- 1951 — Знехтувана принцеса / The Undesired Princess

### Інші
- The Dragon of the Ishtar Gate (1961) - перший історичний роман автора
- Swords and Sorcery (1963)
- Лавкрафт H.P. Lovecraft. A biography (1975) (у 2008 році видавництво «Амфора» випустило переклад цієї книги, виконаний Д. В. Поповим).

## Премії та нагороди
- 1953 — Міжнародна премія фантастики у категорії "нехудожній твір" за «Землі за межею» (Lands Beyond) (1952)
- 1972 — Британська премія фентезі у категорії "Оповідання" за "Демон, що помилявся" (The Fallible Fiend) (1972)
- 1976 — Премія "Гендальф" Гросмейстер фентезі
- 1978 — Damon Knight Memorial Grand Master Award
- 1984 — World Fantasy Award. Премія "За заслуги перед жанром"
- 1995 — Sidewise Awards. Премія "За особливий внесок у розвиток жанру"
- 1997 — Hugo Award в категорії "нехудожній твір" за "Time & Chance: An Autobiography" (1996)
- 1998 — SFRA Awards. Премія «Пілігрим»